# Triệu Văn Đạt
Triệu Văn Đạt (19 tháng 7 năm 1955 – 5 tháng 8 năm 2017) là một Trung tướng Công an nhân dân Việt Nam. Ông từng giữ chức vụ Phó Tổng cục trưởng Tổng cục Cảnh sát, Bộ Công an (Việt Nam), Giám đốc Công an tỉnh Phú Thọ.

## Xuất thân và giáo dục
Triệu Văn Đạt sinh ngày 19 tháng 7 năm 1955, quê quán ở xã Sơn Dương, huyện Lâm Thao, tỉnh Phú Thọ.

## Sự nghiệp
Tháng 2 năm 2007, Đại tá Triệu Văn Đạt, Giám đốc Công an tỉnh Phú Thọ, được bổ nhiệm làm Cục trưởng Cục Cảnh sát điều tra tội phạm về trật tự xã hội (C14), thay Thiếu tướng Phạm Xuân Quắc nghỉ hưu. Ông thay tướng Quắc phụ trách vụ PMU18.
Ngày 25 tháng 4 năm 2007, ông được Thủ tướng Chính phủ Nguyễn Tấn Dũng thăng hàm từ Đại tá lên Thiếu tướng Công an nhân dân Việt Nam (Quyết định số 518/QĐ-TTG).
Năm 2008, 2009, ông là Thiếu tướng, Phó Tổng cục Trưởng, Tổng cục Cảnh sát (Bộ Công an).
Ông từng là Phó Bí thư Đảng uỷ Tổng cục, Phó Tổng cục trưởng Tổng cục Cảnh sát.
Ngày 1 tháng 9 năm 2016, ông nghỉ hưu.
Ông qua đời vào lúc 6 giờ 10 phút ngày 5 tháng 8 năm 2017.

## Phong tặng

### Lịch sử thụ phong quân hàm
- Thiếu tướng Công an nhân dân Việt Nam (2007)
- Trung tướng Công an nhân dân Việt Nam

### Huân huy chương
- Huy hiệu 35 năm tuổi Đảng Cộng sản Việt Nam[1]
- 1 Huân chương Quân công hạng Ba (Chủ tịch nước Trương Tấn Sang trao ngày 21/9/2015)[6]
- 1 Huân chương Chiến công Hạng Nhất
- 2 Huân chương Chiến công Hạng Nhì
- 2 Huân chương chiến công Hạng Ba
- Huy chương Vì an ninh Tổ quốc[1]
- Kỷ niệm chương Vì sự phát triển của Đảng Cộng sản Việt Nam[1]
- Kỷ niệm chương Vì thế hệ trẻ.[1]